# Helena Suková
Helena Suková (Praga, 23 de Fevereiro de 1965) é uma ex-tenista profissional tcheca, conhecida por ser uma especialista em duplas. Durante sua carreira, ela conquistou 14 títulos importantes de duplas, nove em duplas femininas e cinco em duplas mistas. Ela também foi duas vezes medalhista olímpica de prata em duplas, quatro vezes vice-campeã em torneios individuais e venceu um total de 10 títulos individuais e 69 títulos de duplas.
Suková era particularmente conhecida pela parceria com a tenista Jana Novotná. Por seu desempenho, em 2018  foi inserida no hall da fama do tênis.

## Vida pessoal
Suková vem de uma proeminente família de tenistas tchecos. Sua mãe, Věra Pužejová Suková, foi finalista em simples femininas em Wimbledon em 1962. Seu pai, Cyril Suk II, foi presidente da Federação Tchecoslovaca de Tênis.
Seu irmão, Cyril Suk III, é um ex-jogador profissional no circuito masculino, que se juntou a Suková para conquistar três títulos de duplas mistas em Grand Slam, no Aberto da França em 1991 e em Wimbledon em 1996 e 1997.

## Carreira
Suková se tornou profissional em 1981. Suas melhores classificações mundiais foram a quarta posição no ranking em simples e a primeira em duplas femininas.
Suková foi vice-campeã em simples no Aberto da Austrália duas vezes (em 1984 e 1989) e no Aberto dos Estados Unidos duas vezes (em 1986 e 1993). Sua vitória mais memorável em Grand Slam em simples foi contra Martina Navratilova em uma semifinal do Aberto da Austrália de 1984, onde encerrou a sequência de 74 vitórias de Navratilova e encerrou sua chance de conquistar o Grand Slam no mesmo ano.
Suková teve muito sucesso como jogadora de duplas. Ela conquistou o Grand Slam em duplas femininas, com quatro títulos em Wimbledon, dois no Aberto dos Estados Unidos, um no Aberto da Austrália e um em Roland Garros.
Ela venceu três títulos de duplas mistas em Wimbledon, um no Aberto dos Estados Unidos e um em Roland Garros. Também foi medalhista de prata em duplas femininas nos Jogos Olímpicos de 1988 e 1996 (ambas as vezes parceira de Jana Novotná).
Suková ajudou a Tchecoslováquia a vencer a Fed Cup quatro vezes, em 1983, 1984, 1985 e 1988. Também se juntou a Miloslav Mečíř para vencer a primeira edição da Hopman Cup para a Tchecoslováquia em 1989.
Ao longo de sua carreira, Suková conquistou 10 títulos individuais e 69 títulos de duplas.

## Pós-carreira
Em 1999, Sukova desempenhou um papel fundamental na reativação do Clube Internacional de Tênis em Grama da República Tcheca, assumindo a posição de presidente. De 2001 a 2008, serviu como membro cooptado do Comitê Executivo do Conselho de Clubes Internacionais. No mesmo período, integrou o presidium do Clube dos Olímpicos Tchecos e o Clube Campeões pela Paz, um seleto grupo de atletas de elite comprometidos com a promoção da paz mundial por meio do esporte, iniciativa criada pela organização Peace and Sport.
Sukova também obteve seu doutorado em psicologia esportiva e, em fevereiro de 2011, ocupou a posição de Vice-Presidente da Associação de Psicólogos do Esporte na República Tcheca. Ela também participa do grupo de trabalho do Força-Tarefa em Psicologia do Esporte da Federação Europeia de Associações de Psicólogos".

## Grand Slam

### Simples: 4 (0 títulos, 4 vice)
| Posição | Ano  | Campeonato          | Piso  | Oponente            | Placar             |
| ------- | ---- | ------------------- | ----- | ------------------- | ------------------ |
| Vice    | 1984 | Aberto da Austrália | Grama | Chris Evert         | 6–7(4–7), 6–1, 6–3 |
| Vice    | 1986 | US Open             | Duro  | Martina Navratilova | 6–3, 6–2           |
| Vice    | 1989 | Aberto da Austrália | Duro  | Steffi Graf         | 6–4, 6–4           |
| Vice    | 1993 | US Open             | Duro  | Steffi Graf         | 6–3, 6–3           |

### Duplas: 14 (9 títulos, 5 vice)
| Posição | Ano  | Campeonato          | Piso   | Parceira                | Oponentes                          | Placar             |
| ------- | ---- | ------------------- | ------ | ----------------------- | ---------------------------------- | ------------------ |
| Vice    | 1984 | Aberto da Austrália | Grama  | Claudia Kohde-Kilsch    | Martina Navratilova Pam Shriver    | 6–3, 6–4           |
| Vice    | 1985 | Roland Garros       | Saibro | Claudia Kohde-Kilsch    | Martina Navratilova Pam Shriver    | 4–6, 6–2, 6–2      |
| Campeã  | 1985 | US Open             | Duro   | Claudia Kohde-Kilsch    | Martina Navratilova Pam Shriver    | 6–7(5–7), 6–2, 6–3 |
| Vice    | 1985 | Aberto da Austrália | Grama  | Claudia Kohde-Kilsch    | Martina Navratilova Pam Shriver    | 6–3, 6–4           |
| Campeã  | 1987 | Wimbledon           | Grama  | Claudia Kohde-Kilsch    | Betsy Nagelsen Elizabeth Smylie    | 7–5, 7–5           |
| Vice    | 1988 | French Open         | Clay   | Claudia Kohde-Kilsch    | Martina Navratilova Pam Shriver    | 6–2, 7–5           |
| Campeã  | 1989 | Wimbledon           | Grass  | Jana Novotná            | Larisa Savchenko Natasha Zvereva   | 6–1, 6–2           |
| Campeã  | 1990 | Australian Open     | Duro   | Jana Novotná            | Patty Fendick Mary Joe Fernández   | 7–6(7–5), 7–6(8–6) |
| Campeã  | 1990 | Roland Garros       | Saibro | Jana Novotná            | Larisa Neiland Natasha Zvereva     | 6–4, 7–5           |
| Campeã  | 1990 | Wimbledon           | Grama  | Jana Novotná            | Kathy Jordan Elizabeth Smylie      | 6–3, 6–4           |
| Vice    | 1990 | US Open             | Duro   | Jana Novotná            | Gigi Fernández Martina Navratilova | 6–2, 6–4           |
| Campeã  | 1992 | Aberto da Austrália | Duro   | Arantxa Sánchez Vicario | Mary Joe Fernandez Zina Garrison   | 6–4, 7–6(7–3)      |
| Campeã  | 1993 | US Open             | Duro   | Arantxa Sánchez Vicario | Amanda Coetzer Inés Gorrochategui  | 6–4, 6–2           |
| Campeã  | 1996 | Wimbledon           | Grama  | Martina Hingis          | Meredith McGrath Larisa Neiland    | 5–7, 7–5, 6–1      |

### Duplas Mistas: 8 (5 títulos, 3 vices)
| Posição | Ano  | Campeonato          | Piso   | Parceira        | Oponentes                          | Placar             |
| ------- | ---- | ------------------- | ------ | --------------- | ---------------------------------- | ------------------ |
| Campeã  | 1991 | Roland Garros       | Saibro | Cyril Suk       | Caroline Vis Paul Haarhuis         | 3–6, 6–4, 6–1      |
| Vice    | 1992 | US Open             | Duro   | Tom Nijssen     | Nicole Provis Mark Woodforde       | 4–6, 6–3, 6–3      |
| Campeã  | 1993 | US Open             | Duro   | Todd Woodbridge | Martina Navratilova Mark Woodforde | 6–3, 7–6(8–6)      |
| Vice    | 1994 | Aberto da Austrália | Duro   | Todd Woodbridge | Larisa Neiland Andrei Olhovskiy    | 7–5, 6–7(0–7), 6–2 |
| Campeã  | 1994 | Wimbledon           | Grama  | Todd Woodbridge | Lori McNeil T. J. Middleton        | 3–6, 7–5, 6–3      |
| Campeã  | 1996 | Wimbledon           | Grama  | Cyril Suk       | Larisa Neiland Mark Woodforde      | 1–6, 6–3, 6–2      |
| Campeã  | 1997 | Wimbledon           | Grama  | Cyril Suk       | Larisa Neiland Andrei Olhovskiy    | 4–6, 6–3, 6–4      |
| Vice    | 1998 | Australian Open     | Duro   | Cyril Suk       | Venus Williams Justin Gimelstob    | 6–2, 6–1           |

## Jogos Olímpicos

### Duplas: 2 medalhas (2 pratas)
| Posição | Ano  | Local   | Piso | Parceira     | Oponentes                         | Placar         |
| ------- | ---- | ------- | ---- | ------------ | --------------------------------- | -------------- |
| Prata   | 1988 | Seul    | Hard | Jana Novotná | Zina Garrison Pam Shriver         | 4–6, 6–2, 10–8 |
| Prata   | 1996 | Atlanta | Hard | Jana Novotná | Gigi Fernández Mary Joe Fernández | 7–6(8–6), 6–4  |